# Champ Car Series 2003
De Champ Car Series 2003 was het vijfentwintigste CART kampioenschap dat gehouden werd tussen 1979 en 2007. Het werd gewonnen door Paul Tracy. Er werden 18 races gereden. De 19de en laatste race van het seizoen op de California Speedway die gepland stond voor 9 november, werd geannuleerd wegens financiële problemen en bosbranden die op dat tijdstip plaatsvonden in Californië.

## Races
|    | Datum        | Circuit                         | Winnaar             | Tweede              | Derde               | Pole position       |
| 1  | 23 februari  | Stratencircuit Saint Petersburg | Paul Tracy          | Michel Jourdain Jr. | Bruno Junqueira     | Sébastien Bourdais  |
| 2  | 23 maart     | Stratencircuit Monterrey        | Paul Tracy          | Michel Jourdain Jr. | Alex Tagliani       | Sébastien Bourdais  |
| 3  | 13 april     | Stratencircuit Long Beach       | Paul Tracy          | Adrián Fernández    | Bruno Junqueira     | Michel Jourdain Jr. |
| 4  | 5 mei        | Brands Hatch                    | Sébastien Bourdais  | Bruno Junqueira     | Mario Domínguez     | Paul Tracy          |
| 5  | 11 mei       | Lausitzring                     | Sébastien Bourdais  | Mario Domínguez     | Michel Jourdain Jr. | Sébastien Bourdais  |
| 6  | 31 mei       | Milwaukee Mile                  | Michel Jourdain Jr. | Oriol Servià        | Patrick Carpentier  | Alex Tagliani       |
| 7  | 15 juni      | Laguna Seca                     | Patrick Carpentier  | Bruno Junqueira     | Paul Tracy          | Patrick Carpentier  |
| 8  | 22 juni      | Portland International Raceway  | Adrián Fernández    | Paul Tracy          | Alex Tagliani       | Paul Tracy          |
| 9  | 5 juli       | Cleveland                       | Sébastien Bourdais  | Paul Tracy          | Bruno Junqueira     | Sébastien Bourdais  |
| 10 | 13 juli      | Stratencircuit Toronto          | Paul Tracy          | Michel Jourdain Jr. | Bruno Junqueira     | Paul Tracy          |
| 11 | 27 juli      | Stratencircuit Vancouver        | Paul Tracy          | Bruno Junqueira     | Sébastien Bourdais  | Paul Tracy          |
| 12 | 3 augustus   | Road America                    | Bruno Junqueira     | Sébastien Bourdais  | Alex Tagliani       | Bruno Junqueira     |
| 13 | 10 augustus  | Mid-Ohio Sports Car Course      | Paul Tracy          | Patrick Carpentier  | Ryan Hunter-Reay    | Paul Tracy          |
| 14 | 24 augustus  | Circuit Gilles Villeneuve       | Michel Jourdain Jr. | Oriol Servià        | Patrick Carpentier  | Alex Tagliani       |
| 15 | 31 augustus  | Stratencircuit Denver           | Bruno Junqueira     | Sébastien Bourdais  | Oriol Servià        | Bruno Junqueira     |
| 16 | 28 september | Stratencircuit Miami            | Mario Domínguez     | Roberto Moreno      | Mika Salo           | Adrián Fernández    |
| 17 | 12 oktober   | Autódromo Hermanos Rodríguez    | Paul Tracy          | Sébastien Bourdais  | Mario Domínguez     | Paul Tracy          |
| 18 | 26 oktober   | Surfers Paradise                | Ryan Hunter-Reay    | Darren Manning      | Jimmy Vasser        | Sébastien Bourdais  |

## Eindrangschikking (Top 10)
| Rank | Rijder              | Ptn |
| ---- | ------------------- | --- |
| 1.   | Paul Tracy          | 226 |
| 2.   | Bruno Junqueira     | 199 |
| 3.   | Michel Jourdain Jr. | 195 |
| 4.   | Sébastien Bourdais  | 159 |
| 5.   | Patrick Carpentier  | 146 |
| 6.   | Mario Domínguez     | 118 |
| 7.   | Oriol Servià        | 108 |
| 8.   | Adrián Fernández    | 105 |
| 9.   | Darren Manning      | 103 |
| 10.  | Alex Tagliani       | 97  |

1979 · 
1980 ·
1981 ·
1982 ·
1983 ·
1984 ·
1985 ·
1986 ·
1987 ·
1988 ·
1989 ·
1990 ·
1991 ·
1992 ·
1993 ·
1994 ·
1995 ·
1996 ·
1997 ·
1998 ·
1999 ·
2000 ·
2001 ·
2002 ·
2003 ·
2004 ·
2005 ·
2006 ·
2007